# Bahnstrecke Prenzlau–Klockow
| Kursbuchstrecke: | 113e (1934)          |                                      |                                      |
| Streckenlänge: | 15,0 km              |                                      |                                      |
| Spurweite: | 1435 mm (Normalspur) |                                      |                                      |
| Maximale Neigung: | 20 ‰                 |                                      |                                      |
| |                      |                                      |                                      |
| \| \| \| von Angermünde \| \| \| \| 0,0 \| Prenzlau \| 30 m ü. NHN \| \| \| \| nach Strasburg und nach Löwenberg \| \| \| \| \| nach Stralsund \| \| \| \| 1,6 \| Abzweig Prenzlau Nord, nach Löcknitz \| Abzweig Prenzlau Nord, nach Löcknitz \| \| \| 5,0 \| Wittenhof \| Wittenhof \| \| \| 7,6 \| Schenkenberg (Uckerm) \| Schenkenberg (Uckerm) \| \| \| 10,0 \| Ludwigsburg (Uckerm) \| Ludwigsburg (Uckerm) \| \| \| 12,0 \| Kleptow \| Kleptow \| \| \| 15,0 \| Klockow (Uckerm) \| Klockow (Uckerm) \| \| \| \| Schmalspurbahn nach Pasewalk Ost \| \| |                      |                                      |                                      |
| Strecke |                      | von Angermünde                       | von Angermünde                       |
| Bahnhof | 0,0                  | Prenzlau                             | 30 m ü. NHN                          |
| Abzweig geradeaus und ehemals nach links |                      | nach Strasburg und nach Löwenberg    | nach Strasburg und nach Löwenberg    |
| Abzweig ehemals geradeaus und nach links |                      | nach Stralsund                       | nach Stralsund                       |
| Abzweig geradeaus und nach rechts (Strecke außer Betrieb) | 1,6                  | Abzweig Prenzlau Nord, nach Löcknitz | Abzweig Prenzlau Nord, nach Löcknitz |
| Haltepunkt / Haltestelle (Strecke außer Betrieb) | 5,0                  | Wittenhof                            | Wittenhof                            |
| Haltepunkt / Haltestelle (Strecke außer Betrieb) | 7,6                  | Schenkenberg (Uckerm)                | Schenkenberg (Uckerm)                |
| Haltepunkt / Haltestelle (Strecke außer Betrieb) | 10,0                 | Ludwigsburg (Uckerm)                 | Ludwigsburg (Uckerm)                 |
| Haltepunkt / Haltestelle (Strecke außer Betrieb) | 12,0                 | Kleptow                              | Kleptow                              |
| Bahnhof (Strecke außer Betrieb) | 15,0                 | Klockow (Uckerm)                     | Klockow (Uckerm)                     |
| Strecke (außer Betrieb) |                      | Schmalspurbahn nach Pasewalk Ost     | Schmalspurbahn nach Pasewalk Ost     |

Die Bahnstrecke Prenzlau–Klockow war eine normalspurige nicht elektrifizierte Nebenbahn in Brandenburg.

## Geschichte
Um 1900 war eine Verlängerung der 1893 eröffneten, damals noch nichtöffentlichen, Schmalspurbahn Klockow–Pasewalk Kleinbahnhof bis Prenzlau angedacht. Dort sollte ein Anschluss zur Staatsbahn und zu den Prenzlauer Kreisbahnen, die bereits seit 1902 in der Uckermark ein Streckennetz betrieben, entstehen.
Wegen ungeklärter Finanzierung wurde dieses Vorhaben nicht umgesetzt, allerdings gestattete der Prenzlauer Kreistag 1910 die Aufnahme von Vorarbeiten für eine Normalspurbahn. 1914 wurde die Strecke Prenzlau–Klockow als Kleinbahn konzessioniert, die Baukosten in Höhe von rund 870.000 Mark sollten zur Hälfte vom Kreis Prenzlau und zu je einem Viertel von der Provinz Brandenburg und Preußen getragen werden. Die Betriebsführung sollten die Prenzlauer Kreisbahnen übernehmen, allerdings musste eine eigene Buchführung für die Bahnstrecke vorgenommen werden. So konnten Verluste nicht mit Überschüssen der restlichen Strecken verrechnet werden, welche teilweise an  den preußischen Staat abzuführen waren.
Die Strecke wurde am 1. November 1915 für den Güterverkehr eröffnet, der Personenverkehr wurde am 4. Januar 1916 aufgenommen. Die Anlagen waren insgesamt einfach gehalten. In Klockow wurden ein Empfangsgebäude und größere Gleisanlagen gebaut, auf den restlichen Stationen gab es bloß ein Ladegleis. Die eigene Abrechnung wurde noch 1917 aufgegeben, da sich die Betriebsergebnisse nicht wesentlich von den restlichen Strecken der Prenzlauer Kreisbahnen unterschieden.
Ab 1943 wurde die Betriebsführung vom Landesverkehrsamt Brandenburg übernommen.
Nach dem Ende des Zweiten Weltkrieges wurden die Gleise 1945 als Reparationsleistung demontiert. 1946 wurde der Wiederaufbau angeordnet, noch im November 1946 war die Strecke wieder befahrbar. Es wurde ausschließlich Altmaterial verbaut, welches andernorts aus Ladegleisen und Anschlussbahnen abgebaut worden war. 1949 kam die Strecke zur Deutschen Reichsbahn und wurde fortan als Nebenbahn betrieben.
Da sich der Oberbauzustand immer mehr verschlechterte und auch die Beförderungsleistungen rapide zurückgegangen waren, wurde die Strecke am 1. Juni 1970 stillgelegt. Da in Klockow noch ein größeres Bauvorhaben anstand, musste die DR die Strecke doch noch notdürftig ausbessern und 1971 wiedereröffnen. Im Sommer 1972 endete auch dieser Verkehr, bis 1975 wurde die Personenbeförderung noch im Schienenersatzverkehr durchgeführt.